# فرودگاه اسلاپسک-ردزیکوو
فرودگاه اسلاپسک-ردزیکوو  (به انگلیسی: Słupsk-Redzikowo Airport) (به زبان بومی: Port Lotniczy Słupsk) یک فرودگاه همگانی مسافربری با کد یاتا OSP است که یک باند فرود بتن دارد و طول باند آن ۲۲۰۰ متر است. این فرودگاه در شهر سووپسک کشور لهستان قرار دارد .